# Torre de Tamarit
La Torre de Tamarit és una torre de guaita situada a Santa Pola (Alacant), al País Valencià.

## Situació i característiques
Es troba al municipi de Santa Pola, a l'entrada d'una gola que dona accés a l'albufera del Parc Natural de parc natural de les Salines, per això també és coneguda com a Torre de les Salines. Un altre nom que té és el de Torre de l'Albufera.

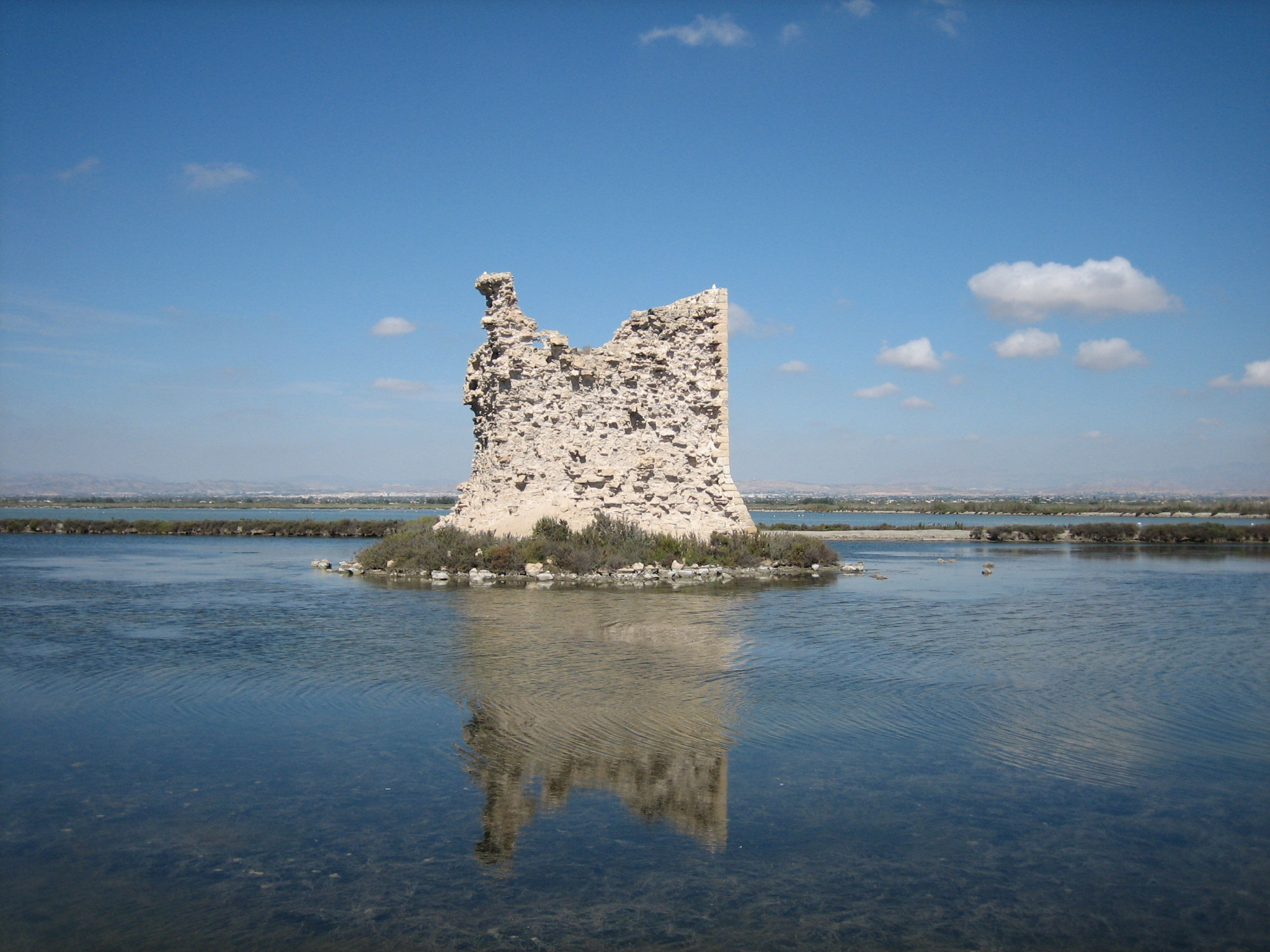
La Torre de Tamarit a octubre de 2006.

Es tracta d'una torre de planta quadrada i cos atalussat feta amb maçoneria i reforçaments a les cantonades en forma de carreus. La seua planta no és gens comú, ja que la majoria de les torres construïdes a la mateixa època eren de planta circular i forma cònica.
El seu estat de conservació ha sigut ruïnós fins a l'any 2009 que va ser restaurada. Es troba protegida pel Decret llei de 22 d'abril de 1949, d'una manera genèrica i per la Llei 16/1985 sobre el Patrimoni històric espanyol.

## Història
Es construeix el 1552 en el marc del sistema de torres de vigilància costaneres implantat pel Rei Felip II per a la defensa de la costa llevantina mediant un còdec de senyals del pirates. En aquest cas es tracta de defensar l'entrada de l'antiga Albufera d'Elx, estant situada a un lloc mitjà entre el castell de Santa Pola i la Torre defensiva del Pinet. La seua funció era establir una bona comunicació entre ambdues en cas d'un atac dels turcs o barbarescos. Disposa de comunicació visual amb la Torre d'Escaletes.